# Via di Città

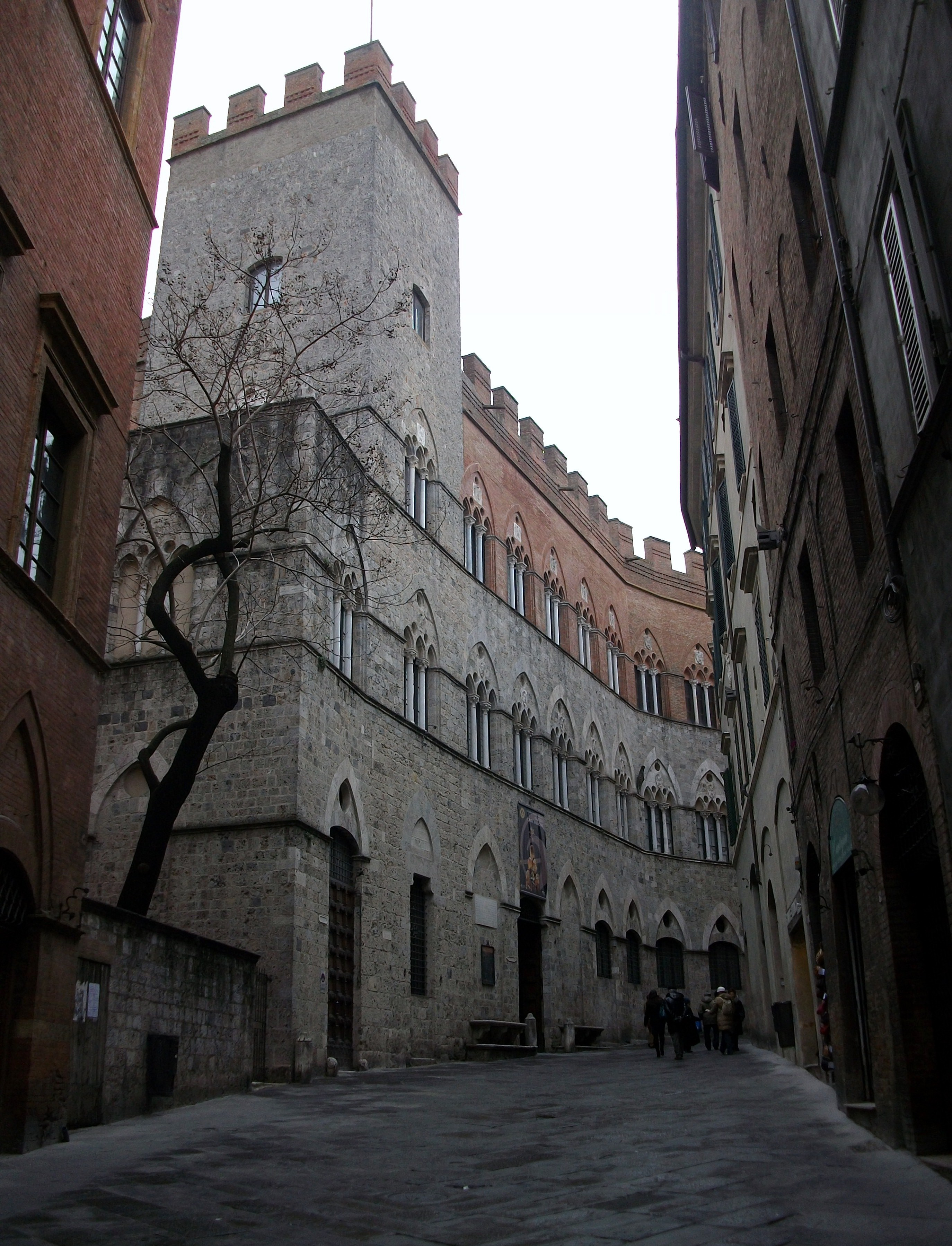
La Via di Città au niveau du Palazzo Chigi-Saracini.

La via di Città est une rue du centre historique de Sienne en Toscane qui appartient à un des trois Terzi de la cité. Elle  circule depuis le Nord au-dessus du Campo en  prolongeant la jonction des deux rues  des banques dites « du haut » et « du bas » (via Banchi di Sopra et via Banchi di Sotto), au niveau de la Croce del Travaglio (et sa Loggia della Mercanzia) pour aller au Sud jusqu'à la via del Capitano qui mène, sur sa droite, au parvis du Duomo.
On peut apercevoir  la place du Campo depuis le chiasso del Bargello, une des ruelles à escaliers amenant à la place communale de la ville. 
Elle est bordée de nombreux palais  médiévaux :
- le Palazzo Chigi Saracini, où siège l'Accademia Musicale Chigiana
- le Palazzo delle Papesse, musée d'art contemporain de la ville.
- le palazzo Marsili
- la torre delle Sette Seghinelle